# گوازیم‌ماهی طلایی
گوازیم‌ماهی طلایی (نام علمی: Nemipterus virgatus) نام یک گونه از خانواده گوازیم‌ماهیان است.